# جوناس غراي
جوناس غراي (بالإنجليزية: Jonas Gray)‏ هو لاعب كرة قدم أمريكية أمريكي، ولد في 27 يونيو 1990 في بونتياك في الولايات المتحدة.

## وصلات خارجية
- جوناس غراي على موقع مرجع كرة القدم المحترفة.كوم (الإنجليزية)